# Aranykontyos tézia
Az aranykontyos tézia (Tesia olivea) a verébalakúak (Passeriformes) rendjébe, ezen belül a berkiposzátafélék (Cettiidae) családjába tartozó faj.

## Rendszerezése
A fajt John McClelland angol orvos írta le 1840-ben, a Saxicola nembe Saxicola olivea néven.

## Alfajai
- Tesia olivea chiangmaiensis Renner, Rappole, Rasmussen, Aung, Aung, Shwe, Dumbacher & Fleischer, 2008
- Tesia olivea olivea (McClelland, 1840)[2]

## Előfordulása
Ázsia déli részén, Banglades, Bhután, India, Kína, Laosz, Mianmar, Nepál, Thaiföld és Vietnám területén honos. A természetes élőhelye szubtrópusi és trópusi síkvidéki és hegyi esőerdők, kedveli a vizes élőhelyeket.

## Megjelenése
Testhossza 9–10 centiméter, testtömege 6–9 gramm.

## Életmódja
Kis gerinctelenekkel és lárvákkal táplálkozik.

## Természetvédelmi helyzete
Az elterjedési területe rendkívül nagy, egyedszáma pedig stabil. A Természetvédelmi Világszövetség Vörös listáján nem fenyegetett fajként szerepel.